# روری کندی
روری کندی (انگلیسی: Rory Kennedy؛ زادهٔ ۱۲ دسامبر ۱۹۶۸) کارگردان، و تهیه‌کننده فیلم‌های مستند اهل ایالات متحده آمریکا است. او جوان‌ترین فرزند بازمانده سناتور مقتول ایالات متحده، رابرت اف. کندی و اتل کندی است.

## همچنین ببینید
- خانواده کندی